# بيتار
بيتار هي حركة شبابية صهيونية تأسست في عام 1923 في ريغا بلاتفيا بواسطة فلاديمير جابوتنسكي. هذه الحركة عادة مرتبطة للحيروت الأصلي ومن ثم حزب الليكود السياسي في إسرائيل، وكان مشتركا بصورة وثيقة بمجموعة صهيونية تصحيحية منشقة تسمى أركون تصيفائي ليئومي. تشكلت الحركة كتطبيق عملي لمبادئ الفاشية الصهيونية معتمدة على التكتيكات السياسية المدعومة بالعسكرية المتطرفة مع توليفة من الأعمال الدعائية لتحقيق أقصى حالة من القوة العسكرية والوحدة الاجتماعية لتأسيس الدولة اليهودية.

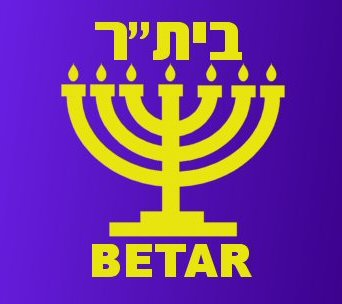
شعار الحركة

قبل تأسيس دولة إسرائيل قامت حركة بيتار بتدريب الشباب اليهودي في عدة دول خدموا كميليشيات يلبون بصورة رئيسية ما يمليه عليهم قادتهم الصهاينة المتطرفين ولا يتبعون الحاجة أو التوجيه البريطاني أو غيرهم من القادة الصهاينة اليساريين. خرج من هذه الحركة العديد من الشخصيات السياسية في إسرائيل مثل رئيس الوزراء إسحاق شاميرو مناحم بيجن.

## وصلات خارجية
- موقع الحركة بالإنجليزية
- موقع الحركة بالفرنسية
- عالم حركة بيتار
- حركة الشباب الصهيوني نسخة محفوظة 8 مارس 2008 على موقع واي باك مشين.